# Alekséi Fiódorov
Alekséi Fiódorov (Rusia, 25 de mayo de 1991) es un atleta ruso, especialista en la prueba de triple salto en la que llegó a ser medallista de bronce europeo en 2014.

## Carrera deportiva
En el Campeonato Europeo de Atletismo de 2014 ganó la medalla de bronce en el triple salto, con un salto de 17.04 metros, quedando en el podio tras el francés Benjamin Compaoré (oro con 17.46 metros) y su compatriota el también ruso Lyukman Adams (plata con 17.09 metros).